# 福田保朝
福田 保朝（ふくだ やすとも、1913年2月19日 - 1994年9月7日）は朝日放送元社長。

## 来歴・人物
香川県高松市出身。1936年に関西大学専門部卒業後、朝日新聞社へ入社。社会部次長、整理部次長をつとめた後、1951年に朝日放送設立に参加。放送部報道課長、編成局次長、総務局長、営業局長、1962年取締役、1968年常務、1971年専務、1974年9月副社長、1983年6月社長就任。1990年6月相談役就任。1994年9月、呼吸不全のため81歳で死去。
毎年、兵庫県西宮市の自宅の庭で500株以上のチューリップを植えて育てた。

## 栄典
1988年、勲二等瑞宝章受章。